# Mal de amores (Julio Romero de Torres)
Mal de amores es una pintura del artista español Julio Romero de Torres. 

## Historia y descripción
Pintada alrededor del año 1905, estuvo en posesión del pintor hasta su muerte. En el año 1989 el lienzo fue adquirido por la Junta de Andalucía junto con el resto de la Colección Romero de Torres, siendo dicha colección entregada en 1991 al Museo de Bellas Artes de Córdoba, donde se conserva actualmente.
La pintura muestra a tres mujeres de diferente edad; una mujer, una niña y una anciana, para las cuales el pintor utilizó como modelo a su esposa, su sobrina y su criada. La escena se sitúa en la entrada del patio de la casa del pintor.